# 恩基拉特凯尔·埃特皮森
恩基拉特凱爾·埃特皮森（英語：Ngiratkel Etpison；1925年5月3日—1997年8月1日）是一名帕勞政治家，曾擔任該國第5任總統。

## 生平
日治時代從公學校與木工徒弟養成所畢業後，自1943年到1944年在海員養成所學習掌舵技術，後前往荷屬東印度望加錫。1944年，回島途中船隻美軍遭攻擊沉沒，大難不死。
埃特皮森在1945年建立了NECO公司，他使用廢棄的日本發電機來製糖，後來埃特皮森成為了帕勞的著名商人。埃特皮森也在20世紀70年代第一個發展了帕勞的旅遊業，並於1984年開設了帕勞太平洋度假村，是帕勞最豪華的海濱度假地。
1988年當選為帕勞總統，1988年帕勞總統選舉是帕勞在多數制體制下進行的最後一次選舉，埃特皮森得到了26.3％的選票，以31票的差距擊敗了對手羅曼·莫圖（Roman Tmetuchl）。在最近帕勞的選舉制度進行了改革，選舉改在兩輪選舉制下進行，如果沒有候選人獲得半數以上的選票則進行第二輪投票。埃特皮森是第一位當完整個總統任期的帕勞總統，任期从1989年1月1日至1993年1月1日。他參加了1992年帕勞總統選舉，埃特皮森獲得了2084張選票，但低於對手陶瑞賓的3188張和中村國雄的3125張選票。
埃特皮森在任期內要求美國把帕勞從美國託管中脫離，因為帕勞憲法規定要獲得75％的多數票，所以最初的提案被推翻了，這個建議之後會發展成自由聯合協定。
埃特皮森總統於1997年8月1日病逝於美國，享年72歲，但死因到現在仍未公布，其女兒Mandy Thijssen Etpison用父親的資源開了一家博物館，即是埃特皮森博物館，於1999年8月開館，2014年翻修成現在的模樣。